# 2022-es CONCACAF-bajnokok ligája
A 2022-es CONCACAF-bajnokok ligája volt a legrangosabb észak-, közép-amerikai és karib-térségi nemzetközi labdarúgókupa, mely jelenlegi nevén 14., jogelődjeivel együttvéve pedig 57. alkalommal került kiírásra.
A címvédő Monterrey csapata nem tudott kvalifikálni a 2022-es CONCACAF-bajnokok ligájába, ezért így a trófeát sem tudta megvédeni. A bajnoki trófeát az amerikai Seattle Sounders szerezte meg, a kupa történetében először.

## Csapatok
A kupába összesen 16 csapat (7 labdarúgó-szövetségből) kvalifikált.
- Észak-amerikai Labdarúgó-unió: 10 csapat (három labdarúgó-szövetségből), egy a klubok közül a 2021-es CONCACAF-ligán keresztül kvalifikált
- Közép-amerikai Labdarúgó-unió: 5 csapat (három labdarúgó-szövetségből), az összes klub a 2021-es CONCACAF-ligán keresztül kvalifikált
- Karibi Labdarúgó-unió: 1 csapat (egy labdarúgó-szövetségből), a klub a 2021-es karibi klubcsapatok kupáján keresztül kvalifikált

| Labdarúgó-szövetség                  | Csapat                 | Kvalifikálás módja                                          |
| ------------------------------------ | ---------------------- | ----------------------------------------------------------- |
| Mexikó (4 csapat)                    | León                   | A 2020-as Apertura győztese                                 |
| Mexikó (4 csapat)                    | Cruz Azul              | A 2021-es Clausura győztese                                 |
| Mexikó (4 csapat)                    | UNAM                   | A 2020-as Apertura ezüstérmese                              |
| Mexikó (4 csapat)                    | Santos Laguna          | A 2021-es Clausura ezüstérmese                              |
| Amerikai Egyesült Államok (4 csapat) | New York City          | A 2021-es MLS egyenes kieséses szakaszának győztese         |
| Amerikai Egyesült Államok (4 csapat) | New England Revolution | A 2021-es MLS alapszakaszának győztese                      |
| Amerikai Egyesült Államok (4 csapat) | Colorado Rapids        | A 2021-es MLS szezon Nyugati Konferenciájának győztese      |
| Amerikai Egyesült Államok (4 csapat) | Seattle Sounders       | A 2021-es MLS összesített tabellájának harmadik helyezettje |
| Kanada (1 csapat)                    | Montréal               | A 2021-es kanadai kupa győztese                             |
| Haiti (1 csapat)                     | Cavaly                 | A 2021-es karibi klubcsapatok kupájának győztese            |

| Labdarúgó-szövetség   | Csapat             | Kvalifikálás módja                                       |
| --------------------- | ------------------ | -------------------------------------------------------- |
| Guatemala (2 csapat)  | Comunicaciones     | A 2021-es CONCACAF-liga győztese                         |
| Guatemala (2 csapat)  | Guastatoya         | A 2021-es CONCACAF-liga elődöntőse (4. összesítésben)    |
| Honduras (1 csapat)   | Motagua            | A 2021-es CONCACAF-liga döntőse (2. összesítésben)       |
| Kanada (1 csapat)     | Forge              | A 2021-es CONCACAF-liga elődöntőse (3. összesítésben)    |
| Costa Rica (2 csapat) | Deportivo Saprissa | A 2021-es CONCACAF-liga negyeddöntőse (5. összesítésben) |
| Costa Rica (2 csapat) | Santos de Guápiles | A 2021-es CONCACAF-liga negyeddöntőse (6. összesítésben) |

## Szabályok, formátum
Minden fordulót, beleértve a döntőt is, két mérkőzéses (hazai és idegenbeli) rendszerben játszanak. 
- Ha egy nyolcaddöntő, negyeddöntő vagy elődöntő a második mérkőzés után is döntetlenre áll, akkor az idegenben lőtt gólokat veszik figyelembe. Ha még így is döntetlen lenne a mérkőzés, akkor tizenegyesekkel döntenék el, hogy ki legyen a továbbjutó.
- Ha a döntő az alap játékidő végén döntetlenre áll, akkor 2x15 perces hosszabbítást ítélnek. Ha a extra hosszabbítás után a mérkőzés továbbra is eldöntetlen, akkor tizenegyesekkel döntik el, hogy ki legyen a győztes.

## Lebonyolítás
| Forduló      | Első mérkőzések | Visszavágók    |
| ------------ | --------------- | -------------- |
| Nyolcaddöntő | február 15–18.  | február 22–24. |
| Negyeddöntő  | március 8–10.   | március 15–17. |
| Elődöntő     | április 5–6.    | április 12–13. |
| Döntő        | április 27.     | május 4.       |

## Lebontás
|  | Nyolcaddöntő                 | Nyolcaddöntő       | Nyolcaddöntő | Nyolcaddöntő |                        |   | Negyeddöntő | Negyeddöntő | Negyeddöntő | Negyeddöntő |  |  | Elődöntő | Elődöntő | Elődöntő | Elődöntő |  |  | Döntő | Döntő | Döntő | Döntő |
|  |                              |                    |              |              |                        |   |             |             |             |             |  |  |          |          |          |          |  |  |       |       |       |       |
|  |                              |                    |              |              |                        |   |             |             |             |             |  |  |          |          |          |          |  |  |       |       |       |       |
|  |                              |                    |              |              |                        |   |             |             |             |             |  |  |          |          |          |          |  |  |       |       |       |       |
|  | Cavaly                       | –                  | –            | –            |                        |   |             |             |             |             |  |  |          |          |          |          |  |  |       |       |       |       |
|  | Cavaly                       | –                  | –            | –            |                        |   |             |             |             |             |  |  |          |          |          |          |  |  |       |       |       |       |
|  | New England Revolution       | –                  | –            | –            |                        |   |             |             |             |             |  |  |          |          |          |          |  |  |       |       |       |       |
|  | New England Revolution       | –                  | –            | –            | New England Revolution | 3 | 0           | 3(3)        |             |             |  |  |          |          |          |          |  |  |       |       |       |       |
|  |                              |                    |              |              | New England Revolution | 3 | 0           | 3(3)        |             |             |  |  |          |          |          |          |  |  |       |       |       |       |
|  |                              | UNAM (büntetőkkel) | 0            | 3            | 3(4)                   |   |             |             |             |             |  |  |          |          |          |          |  |  |       |       |       |       |
|  | Deportivo Saprissa           | UNAM (büntetőkkel) | 0            | 3            | 3(4)                   | 2 | 1           | 3           |             |             |  |  |          |          |          |          |  |  |       |       |       |       |
|  | Deportivo Saprissa           |                    |              |              |                        | 2 | 1           | 3           |             |             |  |  |          |          |          |          |  |  |       |       |       |       |
|  | UNAM                         | 2                  | 4            | 6            |                        |   |             |             |             |             |  |  |          |          |          |          |  |  |       |       |       |       |
|  | UNAM                         | 2                  | 4            | 6            | UNAM                   | 2 | 0           | 2           |             |             |  |  |          |          |          |          |  |  |       |       |       |       |
|  |                              |                    |              |              | UNAM                   | 2 | 0           | 2           |             |             |  |  |          |          |          |          |  |  |       |       |       |       |
|  |                              | Cruz Azul          | 1            | 0            | 1                      |   |             |             |             |             |  |  |          |          |          |          |  |  |       |       |       |       |
|  | Forge                        | Cruz Azul          | 1            | 0            | 1                      | 0 | 1           | 1           |             |             |  |  |          |          |          |          |  |  |       |       |       |       |
|  | Forge                        |                    |              |              |                        | 0 | 1           | 1           |             |             |  |  |          |          |          |          |  |  |       |       |       |       |
|  | Cruz Azul                    | 1                  | 3            | 4            |                        |   |             |             |             |             |  |  |          |          |          |          |  |  |       |       |       |       |
|  | Cruz Azul                    | 1                  | 3            | 4            | Cruz Azul              | 1 | 1           | 2           |             |             |  |  |          |          |          |          |  |  |       |       |       |       |
|  |                              |                    |              |              | Cruz Azul              | 1 | 1           | 2           |             |             |  |  |          |          |          |          |  |  |       |       |       |       |
|  |                              | Montréal           | 0            | 1            | 1                      |   |             |             |             |             |  |  |          |          |          |          |  |  |       |       |       |       |
|  | Santos Laguna                | Montréal           | 0            | 1            | 1                      | 1 | 0           | 1           |             |             |  |  |          |          |          |          |  |  |       |       |       |       |
|  | Santos Laguna                |                    |              |              |                        | 1 | 0           | 1           |             |             |  |  |          |          |          |          |  |  |       |       |       |       |
|  | Montréal                     | 0                  | 3            | 3            |                        |   |             |             |             |             |  |  |          |          |          |          |  |  |       |       |       |       |
|  | Montréal                     | 0                  | 3            | 3            | UNAM                   | 2 | 0           | 2           |             |             |  |  |          |          |          |          |  |  |       |       |       |       |
|  |                              |                    |              |              | UNAM                   | 2 | 0           | 2           |             |             |  |  |          |          |          |          |  |  |       |       |       |       |
|  |                              | Seattle Sounders   | 2            | 3            | 5                      |   |             |             |             |             |  |  |          |          |          |          |  |  |       |       |       |       |
|  | Motagua                      | Seattle Sounders   | 2            | 3            | 5                      | 0 | 0           | 0           |             |             |  |  |          |          |          |          |  |  |       |       |       |       |
|  | Motagua                      |                    |              |              |                        | 0 | 0           | 0           |             |             |  |  |          |          |          |          |  |  |       |       |       |       |
|  | Seattle Sounders             | 0                  | 5            | 5            |                        |   |             |             |             |             |  |  |          |          |          |          |  |  |       |       |       |       |
|  | Seattle Sounders             | 0                  | 5            | 5            | Seattle Sounders       | 3 | 1           | 4           |             |             |  |  |          |          |          |          |  |  |       |       |       |       |
|  |                              |                    |              |              | Seattle Sounders       | 3 | 1           | 4           |             |             |  |  |          |          |          |          |  |  |       |       |       |       |
|  |                              | León               | 0            | 1            | 1                      |   |             |             |             |             |  |  |          |          |          |          |  |  |       |       |       |       |
|  | Guastatoya                   | León               | 0            | 1            | 1                      | 0 | 0           | 0           |             |             |  |  |          |          |          |          |  |  |       |       |       |       |
|  | Guastatoya                   |                    |              |              |                        | 0 | 0           | 0           |             |             |  |  |          |          |          |          |  |  |       |       |       |       |
|  | León                         | 2                  | 1            | 3            |                        |   |             |             |             |             |  |  |          |          |          |          |  |  |       |       |       |       |
|  | León                         | 2                  | 1            | 3            | Seattle Sounders       | 3 | 1           | 4           |             |             |  |  |          |          |          |          |  |  |       |       |       |       |
|  |                              |                    |              |              | Seattle Sounders       | 3 | 1           | 4           |             |             |  |  |          |          |          |          |  |  |       |       |       |       |
|  |                              | New York City      | 1            | 1            | 2                      |   |             |             |             |             |  |  |          |          |          |          |  |  |       |       |       |       |
|  | Santos de Guápiles           | New York City      | 1            | 1            | 2                      | 0 | 0           | 0           |             |             |  |  |          |          |          |          |  |  |       |       |       |       |
|  | Santos de Guápiles           |                    |              |              |                        | 0 | 0           | 0           |             |             |  |  |          |          |          |          |  |  |       |       |       |       |
|  | New York City                | 2                  | 4            | 6            |                        |   |             |             |             |             |  |  |          |          |          |          |  |  |       |       |       |       |
|  | New York City                | 2                  | 4            | 6            | New York City (i.g.)   | 3 | 2           | 5           |             |             |  |  |          |          |          |          |  |  |       |       |       |       |
|  |                              |                    |              |              | New York City (i.g.)   | 3 | 2           | 5           |             |             |  |  |          |          |          |          |  |  |       |       |       |       |
|  |                              | Comunicaciones     | 1            | 4            | 5                      |   |             |             |             |             |  |  |          |          |          |          |  |  |       |       |       |       |
|  | Comunicaciones (büntetőkkel) | Comunicaciones     | 1            | 4            | 5                      | 1 | 0           | 1(4)        |             |             |  |  |          |          |          |          |  |  |       |       |       |       |
|  | Comunicaciones (büntetőkkel) |                    |              |              |                        | 1 | 0           | 1(4)        |             |             |  |  |          |          |          |          |  |  |       |       |       |       |
|  | Colorado Rapids              | 0                  | 1            | 1(3)         |                        |   |             |             |             |             |  |  |          |          |          |          |  |  |       |       |       |       |
|  | Colorado Rapids              | 0                  | 1            | 1(3)         |                        |   |             |             |             |             |  |  |          |          |          |          |  |  |       |       |       |       |

i.g. – idegenben lőtt gólokkal

## Nyolcaddöntő
| 1. csapat          | Össz.                 | 2. csapat              | 1. mérk. | 2. mérk. |
| ------------------ | --------------------- | ---------------------- | -------- | -------- |
| Guastatoya         | 0–3                   | León                   | 0–2      | 0–1      |
| Motagua            | 0–5                   | Seattle Sounders       | 0–0      | 0–5      |
| Comunicaciones     | 1–1 (büntetőkkel 4–3) | Colorado Rapids        | 1–0      | 0–1      |
| Santos de Guápiles | 0–6                   | New York City          | 0–2      | 0–4      |
| Deportivo Saprissa | 3–6                   | UNAM                   | 2–2      | 1–4      |
| Cavaly             | ―                     | New England Revolution | ―        | ―        |
| Santos Laguna      | 1–3                   | Montréal               | 1–0      | 0–3      |
| Forge              | 1–4                   | Cruz Azul              | 0–1      | 1–3      |

### Mérkőzések
| 2022. február 16. 18:00 |

| Guastatoya | 0–2 | León                              |
| ---------- | --- | --------------------------------- |
|            |     | O. Fernández 24' E. Hernández 34' |

| Estadio Doroteo Guamuch Flores, Guatemalaváros Nézőszám: 4 814 Játékvezető: Pierre-Luc Lauzière (kanadai) |

| 2022. február 22. 22:15 |

| León             | 1–0 | Guastatoya |
| ---------------- | --- | ---------- |
| E. Hernández 11' |     |            |

| Estadio León, León Nézőszám: 8 438 Játékvezető: Daneon Parchment (jamaicai) |

A León csapata győzött 3–0-ás összesítéssel.
| 2022. február 17. 21:00 |

| Motagua | 0–0 | Seattle Sounders |
| ------- | --- | ---------------- |
|         |     |                  |

| Estadio Olímpico Metropolitano, San Pedro Sula Nézőszám: 0 Játékvezető: Luis Enrique Santander (mexikói) |

| 2022. február 24. 22:45 |

| Seattle Sounders                                   | 5–0 | Motagua |
| -------------------------------------------------- | --- | ------- |
| Lodeiro 33' Roldan 47' Morris 56' Rowe 62' Chú 74' |     |         |

| Lumen Field, Seattle Nézőszám: 28 954 Játékvezető: Iván Barton (salvadori) |

A Seattle Sounders csapata győzött 5–0-ás összesítéssel.
| 2022. február 17. 19:00 |

| Comunicaciones | 1–0 | Colorado Rapids |
| -------------- | --- | --------------- |
| Espino 89'     |     |                 |

| Estadio Doroteo Guamuch Flores, Guatemalaváros Nézőszám: 7 230 Játékvezető: Selvin Brown (hondurasi) |

| 2022. február 23. 20:15 |

| Colorado Rapids                                          | 1–0 | Comunicaciones                                       |
| -------------------------------------------------------- | --- | ---------------------------------------------------- |
| Max 29'                                                  |     |                                                      |
| Büntetőpárbaj                                            |     |                                                      |
| Rubio Acosta Price Mezquida Lewis Rosenberry Shinyashiki | 3–4 | Contreras Aparicio Larín Santis Corena López Samayoa |

| Dick's Sporting Goods Park, Commerce City Nézőszám: 7 116 Játékvezető: Diego Montaño (mexikói) |

A Comunicaciones csapata győzött 1–1-es összesítéssel, 4–3-ra megnyert büntetőkkel.
| 2022. február 15. 20:00 |

| Santos de Guápiles | 0–2 | New York City                 |
| ------------------ | --- | ----------------------------- |
|                    |     | Castellanos 5' (11-esből) 30' |

| Estadio Nacional, San José Nézőszám: 3 435 Játékvezető: Jose Torres (puerto ricó-i) |

| 2022. február 23. 18:00 |

| New York City                        | 4–0 | Santos de Guápiles |
| ------------------------------------ | --- | ------------------ |
| Morales 32' Chanot 36' Magno 80' 86' |     |                    |

| Banc of California Stadion, Los Angeles Nézőszám: 100 Játékvezető: Fernando Guerrero (mexikói) |

A New York City csapata győzött 6–0-ás összesítéssel.
| 2022. február 16. 22:00 |

| Deportivo Saprissa              | 2–2 | UNAM                   |
| ------------------------------- | --- | ---------------------- |
| C. Bolaños 45+3' (11-esből) 75' |     | Corozo 28' Dinenno 71' |

| Estadio Ricardo Saprissa Aymá, San José Nézőszám: 6 243 Játékvezető: Ismael Cornejo (salvadori) |

| 2022. február 23. 22:30 |

| UNAM                                    | 4–1 | Deportivo Saprissa |
| --------------------------------------- | --- | ------------------ |
| Ortiz 12' Dinenno 75' 82' Rogério 90+4' |     | R. Bolaños 51'     |

| Estadio Olímpico Universitario, Mexikóváros Nézőszám: 30 368 Játékvezető: Mario Escobar (guatemalai) |

Az UNAM csapata győzött 6–3-as összesítéssel.
| 2022. február 18. 17:30 |

| Cavaly | ― | New England Revolution |
| ------ | - | ---------------------- |
|        |   |                        |

| Gillette Stadion, Foxborough Játékvezető: Ricardo Montero (costa rica-i) |

| 2022. február 22. 18:00 |

| New England Revolution | ― | Cavaly |
| ---------------------- | - | ------ |
|                        |   |        |

| Gillette Stadion, Foxborough |

A New England Revolution csapata mérkőzés nélkül továbbjutott.
| 2022. február 15. 22:00 |

| Santos Laguna | 1–0 | Montréal |
| ------------- | --- | -------- |
| Ocejo 88'     |     |          |

| Estadio TSM Corona, Torreón Nézőszám: 5 253 Játékvezető: Oshane Nation (jamaicai) |

| 2022. február 23. 20:15 |

| Montréal                           | 3–0 | Santos Laguna |
| ---------------------------------- | --- | ------------- |
| Quioto 10' Mihailovic 22' Koné 61' |     |               |

| Olimpiai Stadion, Montréal Nézőszám: 13 193 Játékvezető: Juan Gabriel Calderón (costa rica-i) |

A Montréal csapata győzött 3–1-es összesítéssel.
| 2022. február 16. 20:00 |

| Forge | 0–1 | Cruz Azul |
| ----- | --- | --------- |
|       |     | Otero 30' |

| Tim Hortons Field, Hamilton Nézőszám: 4 600 Játékvezető: Armando Villarreal (amerikai) |

| 2022. február 24. 20:30 |

| Cruz Azul                      | 3–1 | Forge         |
| ------------------------------ | --- | ------------- |
| Romero 5' Baca 21' Escobar 44' |     | Choinière 26' |

| Estadio Azteca, Mexikóváros Nézőszám: 24 576 Játékvezető: Walter López (guatemalai) |

A Cruz Azul csapata győzött 4–1-es összesítéssel.

## Negyeddöntő
| 1. csapat              | Össz.                 | 2. csapat      | 1. mérk. | 2. mérk. |
| ---------------------- | --------------------- | -------------- | -------- | -------- |
| Seattle Sounders       | 4–1                   | León           | 3–0      | 1–1      |
| New York City          | 5–5 (i.g.)            | Comunicaciones | 3–1      | 2–4      |
| New England Revolution | 3–3 (büntetőkkel 3–4) | UNAM           | 3–0      | 0–3      |
| Cruz Azul              | 2–1                   | Montréal       | 1–0      | 1–1      |

### Mérkőzések
| 2022. március 8. 22:00 |

| Seattle Sounders                        | 3–0 | León |
| --------------------------------------- | --- | ---- |
| Montero 31' (11-esből) 39' Morris 90+1' |     |      |

| Lumen Field, Seattle Nézőszám: 29 196 Játékvezető: Bryan López (guatemalai) |

| 2022. március 17. 20:30 |

| León         | 1–1 | Seattle Sounders         |
| ------------ | --- | ------------------------ |
| Ambríz 90+1' |     | Montero 45+3' (11-esből) |

| Estadio León, León Nézőszám: 23 572 Játékvezető: José Torres (puerto ricó-i) |

A Seattle Sounders csapata győzött 4–1-es összesítéssel.
| 2022. március 8. 20:00 |

| New York City                             | 3–1 | Comunicaciones |
| ----------------------------------------- | --- | -------------- |
| Castellanos 29' Moralez 65' Rodríguez 71' |     | Gamboa 60'     |

| Pratt & Whitney Stadium at Rentschler Field, East Hartford Nézőszám: 15 642 Játékvezető: Marco Ortiz (mexikói) |

| 2022. március 15. 20:00 |

| Comunicaciones                                   | 4–2 | New York City             |
| ------------------------------------------------ | --- | ------------------------- |
| Lezcano 45' Samayoa 69' García 72' Contreras 88' |     | Castellanos 32' Magno 53' |

| Estadio Doroteo Guamuch Flores, Guatemalaváros Nézőszám: 7 165 Játékvezető: Ricardo Montero (costa rica-i) |

A New York City csapata győzött 5–5-ös összesítéssel, idegenben lőtt gólokkal.
| 2022. március 9. 20:00 |

| New England Revolution      | 3–0 | UNAM |
| --------------------------- | --- | ---- |
| Lletget 19' Buksa 72' 90+2' |     |      |

| Gillette Stadion, Foxborough Nézőszám: 25 874 Játékvezető: Saíd Martínez (hondurasi) |

| 2022. március 16. 22:15 |

| UNAM                              | 3–0 | New England Revolution |
| --------------------------------- | --- | ---------------------- |
| Dinenno 33' 49' Saucedo 59'       |     |                        |
| Büntetőpárbaj                     |     |                        |
| Ortiz Mozo Velarde Freire Dinenno | 4–3 |                        |

| Estadio Olímpico Universitario, Mexikóváros Nézőszám: 32 851 Játékvezető: Iván Barton (salvadori) |

Az UNAM csapata győzött 3–3-ás összesítéssel, 4–3-ra megnyert büntetőkkel.
| 2022. március 9. 22:00 |

| Cruz Azul  | 1–0 | Montréal |
| ---------- | --- | -------- |
| Antuna 20' |     |          |

| Estadio Azteca, Mexikóváros Nézőszám: 21 367 Játékvezető: Daneon Parchment (jamaicai) |

| 2022. március 16. 20:00 |

| Montréal    | 1–1 | Cruz Azul  |
| ----------- | --- | ---------- |
| Camacho 79' |     | Antuna 44' |

| Olimpiai Stadion, Montréal Nézőszám: 21 388 Játékvezető: Keylor Herrera (costa rica-i) |

A Cruz Azul csapata győzött 2–1-es összesítéssel.

## Elődöntő
| 1. csapat        | Össz. | 2. csapat     | 1. mérk. | 2. mérk. |
| ---------------- | ----- | ------------- | -------- | -------- |
| Seattle Sounders | 4–2   | New York City | 3–1      | 1–1      |
| UNAM             | 2–1   | Cruz Azul     | 2–1      | 0–0      |

### Mérkőzések
| 2022. április 6. 22:00 |

| Seattle Sounders                             | 3–1 | New York City |
| -------------------------------------------- | --- | ------------- |
| Rusnák 16' Morris 34' Lodeiro 68' (11-esből) |     | Andrade 27'   |

| Lumen Field, Seattle Nézőszám: 31 074 Játékvezető: Luis Enrique Santander (mexikói) |

| 2022. április 13. 21:00 |

| New York City | 1–1 | Seattle Sounders |
| ------------- | --- | ---------------- |
| Rodríguez 51' |     | Ruidíaz 28'      |

| Red Bull Arena, Harrison Nézőszám: 6 413 Játékvezető: Daneon Parchment (jamaicai) |

A Seattle Sounders csapata győzött 4–2-es összesítéssel.
| 2022. április 5. 22:00 |

| UNAM              | 2–1 | Cruz Azul |
| ----------------- | --- | --------- |
| Dinenno 37' 45+2' |     | Tabó 83'  |

| Estadio Olímpico Universitario, Mexikóváros Nézőszám: 37 875 Játékvezető: Armando Villarreal (amerikai) |

| 2022. április 12. 22:00 |

| Cruz Azul | 0–0 | UNAM |
| --------- | --- | ---- |
|           |     |      |

| Estadio Azteca, Mexikóváros Nézőszám: 56 094 Játékvezető: Mario Escobar (guatemalai) |

Az UNAM csapata győzött 2–1-es összesítéssel.

## Döntő
| 2022. április 27. 22:30 |

| UNAM                       | 2–2 | Seattle Sounders                        |
| -------------------------- | --- | --------------------------------------- |
| Dinenno 38' (11-esből) 48' |     | Lodeiro 77' (11-esből) 90+9' (11-esből) |

| Estadio Olímpico Universitario, Mexikóváros Nézőszám: 42 617 Játékvezető: Iván Barton (salvadori) |

| 2022. május 4. 22:00 |

| Seattle Sounders            | 3–0 | UNAM |
| --------------------------- | --- | ---- |
| Ruidíaz 45' 80' Lodeiro 88' |     |      |

| Lumen Field, Seattle Nézőszám: 68 741 Játékvezető: Saíd Martínez (hondurasi) |

Az amerikai Seattle Sounders csapata szerezte meg a bajnoki trófeát a mexikói UNAM-ot 5–2-es összesítéssel legyőzve.

## Góllövőlista
| Helyezés | Játékos              | Csapat           | Gólok |
| -------- | -------------------- | ---------------- | ----- |
| 1        | Juan Dinenno         | UNAM             | 9     |
| 2        | Nicolás Lodeiro      | Seattle Sounders | 5     |
| 3        | Valentín Castellanos | New York City    | 4     |
| 4        | Talles Magno         | New York City    | 3     |
| 4        | Fredy Montero        | Seattle Sounders | 3     |
| 4        | Jordan Morris        | Seattle Sounders | 3     |
| 4        | Raúl Ruidíaz         | Seattle Sounders | 3     |

## Díjak
| Díj                    | Játékos      | Csapat           |
| ---------------------- | ------------ | ---------------- |
| Aranylabda             | Stefan Frei  | Seattle Sounders |
| Aranycipő              | Juan Dinenno | UNAM             |
| Aranykesztyű           | Stefan Frei  | Seattle Sounders |
| Legjobb Fiatal Játékos | Talles Magno | New York City    |
| Fair Play Díj          | —            | Seattle Sounders |